# 布農族豬傳說
布農族豬傳說，是台灣布農族對家豬的起源傳說，源自一名婦女觸犯禁忌、跟豬交合，產下的後代就變成了家豬，而她和豬也受到了懲罰。

## 傳說

### 偷情
據說過去有名婦人在米海鋪海（mihaipuhai，小米即將成熟期間）的時候，在看守田地趕鳥時跟一隻大野豬偷情，他們以掛在樹上的麻為暗號，若沒有麻就代表婦人在工寮裡面，為此婦人總是要求自己獨自去看守、並且對待丈夫越來越冷淡、最後甚至還因此懷孕了，丈夫開始懷疑她，因此在某天婦人要去田裡時偷偷跟上去，並且撞見她跟大野豬交媾的場景。

### 殺豬
生氣的丈夫因此在田寮附近用石頭蓋起七座碉堡（一說石牆），等野豬從田寮裡出來時就躲在後面拿箭射牠，野豬也對他發動反擊，一一破壞碉堡，迫使丈夫不停調換位置，最後雖然野豬被射死，碉堡也有五個全毀、一個半毀，只剩一個保留下來，也有說法是丈夫找其他家人幫忙搭建並圍捕。

### 殺妻
殺死野豬之後，丈夫把牠帶回家和族人一起把豬煮了吃掉，並且強迫婦人吃豬肝，婦人因為野豬死了相當傷心，假裝被煙燻眼睛而不停流淚（事實上在場根本沒有煙），丈夫非常生氣，拿起刀就把婦人殺死，而婦人的肚子中則跑出一隻隻小豬，其中一半的小豬跑入山中覓食、另一半的小豬留下來吃人類酸敗的食物，變成了今日的家豬。

## 其他版本
另有版本認為那隻大野豬是由一名叫做拉甕（Laon）的人所變成的，他經常派遣豬隻擄走女性侵犯，而傳說中的婦女就是因此才會生下小豬。